# Коновалов, Владимир Петрович
Владимир Петрович Коновалов (1937―1 августа 2017) ― передовик советского железнодорожного транспорта. Почётный железнодорожник, почётный гражданин города Уфы (1996). Народный депутат Российской Федерации (1990-1993).

## Биография
Владимир Коновалов родился в 1937 году в селе Петровка Куйбышевской, ныне Самарской, области. Завершив обучение в профессионально-техническом училище, поступил на работу и начал свою трудовую деятельность в депо Дема. C 1957 года стал работать помощником машиниста, а в 1965 году сам стал машинистом электровоза. Больше 35 лет управлял грузовыми и пассажирскими железнодорожными составами. Вступил[когда?]

 в КПСС. 
Владимира Петровича всегда отличало инициативность и трудолюбие, проявлял себя технически грамотным машинистом. Он являлся инициатором повышения суточного пробега электровозов до 1000 километров. Одним из первых в депо кто поддержал столичных железнодорожников и стал применять управление поездами повышенного веса и длины. Регулярно повышал своё мастерство, внедрял передовые методы, уделял большое внимание безопасности на железной дороги. Активный наставник молодых специалистов.
Неоднократно становился победителем социалистических соревнований. B 1974 году был представлен к награждению медалью "За трудовое отличие".
Коновалов активно проявлял себя и в общественной работе. Был старшим группы общественных инспекторов по обеспечению безопасности движения поездов. Неоднократно награждался высокими государственными наградами СССР, признавался в числе Лучших машинистов на сети железных дорог СССР c занесением Портрета на доску Почета ВДНХ СССР. B 1987 году был награждён Знаком "Миллион километров без аварийной работы".
Весной 1989 года избран народным депутатом СССР от Ленинского территориального избирательного округа № 349 Башкирской АССР.
Bладимир Петрович неоднократно избирался депутатом Советов различных уровней, в том числе был Народным депутатом Российской Федерации.
Находясь на пенсии, Коновалов проводил большую работу по воспитанию молодежи района и молодых железнодорожников. B июне 1996 года Владимиру Петровичу Коновалову было присвоено почётное звание "Почетный гражданин города Уфы".
Проживал в городе Уфе. Умер 1 августа 2017 года.

## Награды и звания
- Орден Ленина (1986)
- Орден Трудового Красного Знамени (1981)
- Медаль "За трудовое отличие" (1974)
- Медаль "Ветеран труда"
- Почётный железнодорожник (1985)
- другими медалями
- Почётный гражданин города Уфы (1996)